# 曽光
曽光（そ こう、1946年5月22日 - ）は、中華人民共和国の疫学者。現職は中華人民共和国国家衛生健康委員会高級専門家、中国疾病預防控制中心疫学首席科学者。

## 経歴
1946年5月22日、北平市で出生。
1970年に河北医学院（現在の河北医科大学）を卒業し、9年間の農村医療に従事した。
1982年（一説1983年）に中国協和医科大学修士課程を修了した。
1985年～1986年はアメリカ疾病予防管理センター客員研究員。